# Torymus dennoi
Torymus dennoi är en stekelart som beskrevs av Grissell 1976. Torymus dennoi ingår i släktet Torymus och familjen gallglanssteklar. Inga underarter finns listade i Catalogue of Life.